# Retina
Rétina (в переводе с лат. — «сетчатка») — общее маркетинговое название ЖК- и OLED-дисплеев, используемых в устройствах Apple с 2010 года. Они отличаются повышенной плотностью пикселей, с тем, чтобы человеческий глаз не мог различить отдельные пиксели, из которых состоит изображение. И в то же время, название Retina запрещается использовать в продуктах других брендов для дисплеев, имеющих такую же или даже бо́льшую плотность пикселей.
Для технологии нет устоявшегося норматива по плотности пикселей: Apple определяет различную плотность для разных устройств и в соответствии с типичным расстоянием просмотра для данного класса устройств — чем больше типичное расстояние, тем меньшей плотности пикселей достаточно для их неразличимости. Опираясь на исследования, что человеческий глаз может различить не более 300 ppi при расстоянии от экрана до глаза 10—12 дюймов (примерно 25—30 см), производитель заявляет, что на таких дисплеях зернистость изображения неразличима глазом.
Дисплеи Retina, как и другие дисплеи для устройств Apple, изготавливаются компаниями Samsung, LG Display и Sharp.

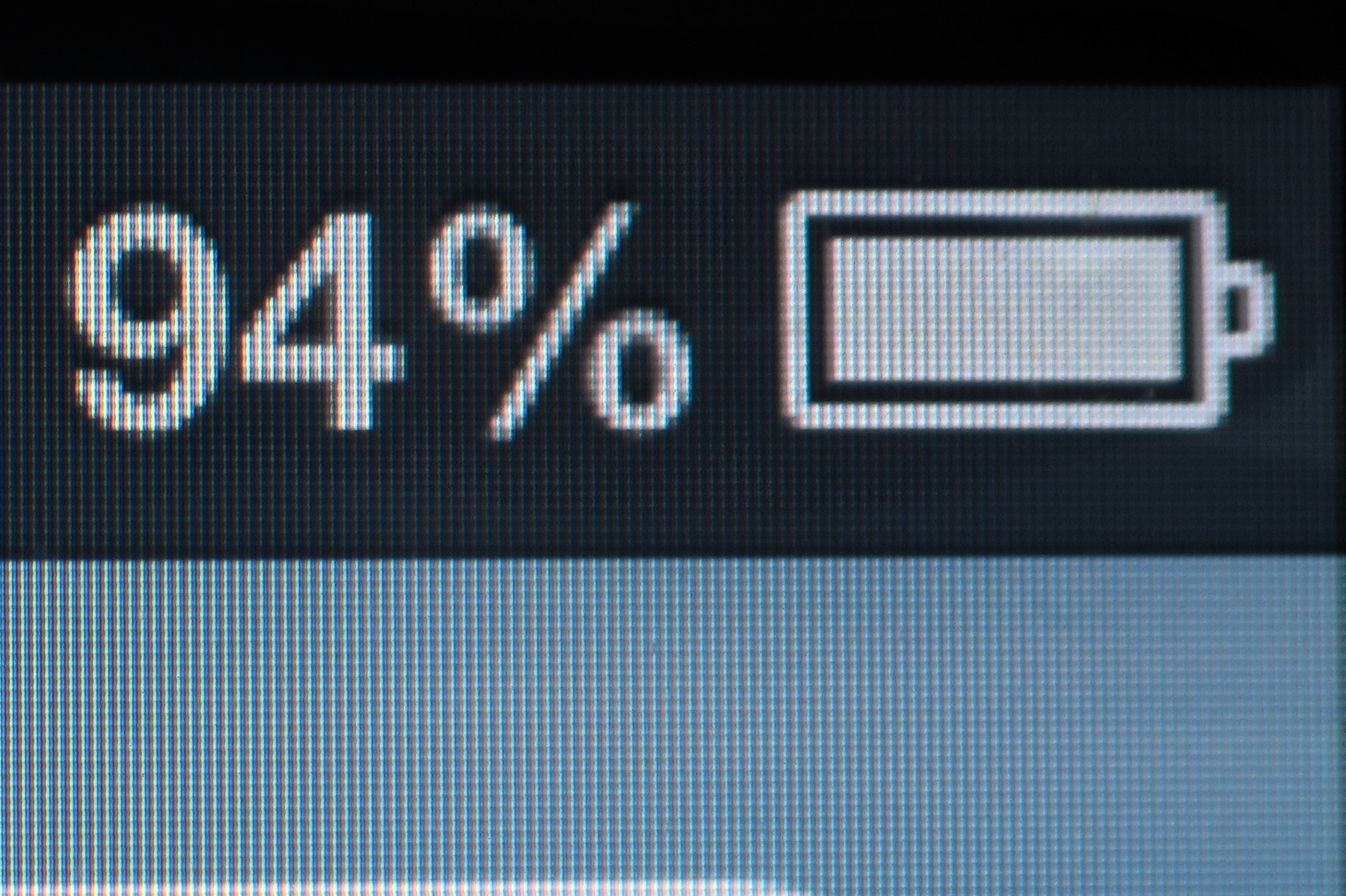
Часть Retina-дисплея на iPhone 4. Зернистость с нормального расстояния не видна

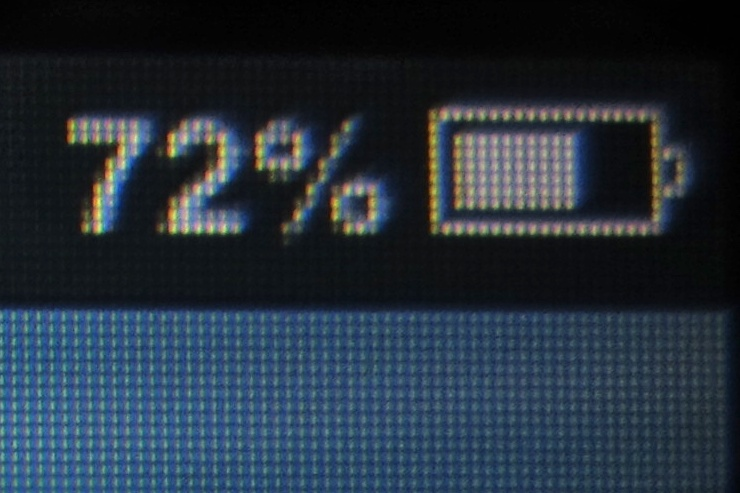
Часть не Retina-дисплея на iPhone 3GS. Зернистость видна даже невооружённым глазом при просмотре с нормального расстояния

## Retina в устройствах
По словам Стива Джобса, для Retina дисплея необходимо минимум 300 ppi. Однако, в iPad 3/4/5(Air) используется Retina дисплей с 264 ppi. Также в MacBook Pro 13 (3-е поколение), используется Retina-дисплей с 227 ppi, а в MacBook Pro 15 (3-е поколение) — 220 ppi.
«Полноценный» Retina используется только: из iPod'ов — в iPod 4/5. Из iPhone'ов — в iPhone 4/4S/5/5C/5S/6/6s/SE — 326 ppi (во всех устройствах), а в iPhone 6 Plus и iPhone 6s Plus — 401 ppi. Из iPad'ов — в iPad mini с дисплеем Retina — 324 ppi (во всех устройствах).
В iPhone 6 Plus и в iPhone 6s Plus используется Retina HD. С выходом iPhone 6 и 6+ Apple заявили об использовании в них дисплеев Retina HD с ещё большей плотностью пикселей. Однако на практике плотность пикселей увеличилась лишь в модели 6+, и составляет 401 ppi, в то время как плотность пикселей iPhone 6 осталась прежней — 326 ppi. С выходом iPhone SE 2 Apple заявили об использовании в них дисплеев Retina HD с ещё большей плотностью пикселей.
В конце 2014 года был выпущен iMac 27" с дисплеем Retina 5K, разрешение которого составляет 5120х2880 (218 ppi).

## Техническая информация
Дисплеи Retina во многих моделях устройств используют IPS (кроме 4-го поколения iPod touch (TN), iPhone X, XS, 11 Pro, 11 Pro Max и Apple Watch (OLED). Стекло у дисплеев — Gorilla Glass — производится компанией Corning.
| Модель                                                                                             | Маркетинговое название | Размер экрана              | Разрешение | Соотношение сторон | Плотность пикселей                                          | Плотность пикселей                                          | Размер пикселя (мкм) | Угловая плотность пикселей (px/°; на типич. расстоянии) | Типичное расстояние просмотра | Всего пикселей |
| Модель                                                                                             | Маркетинговое название | Размер экрана              | Разрешение | Соотношение сторон | ppi                                                         | px/cm                                                       | Размер пикселя (мкм) | Угловая плотность пикселей (px/°; на типич. расстоянии) | Типичное расстояние просмотра | Всего пикселей |
| -------------------------------------------------------------------------------------------------- | ---------------------- | -------------------------- | ---------- | ------------------ | ----------------------------------------------------------- | ----------------------------------------------------------- | -------------------- | ------------------------------------------------------- | ----------------------------- | -------------- |
| Apple Watch 38mm                                                                                   | Retina экран           | 1,32 дюйма (34 мм)         | 272×340    | 4:5                | 326                                                         | 128                                                         | 77.9                 | 56.9                                                    | 10 дюймов (25,400000 см)      | 00,092,480     |
| Apple Watch 42mm                                                                                   | Retina экран           | 1,54 дюйма (39 мм)         | 312×390    | 4:5                | 326                                                         | 128                                                         | 77.9                 | 56.9                                                    | 10 дюймов (25,400000 см)      | 00,121,680     |
| Apple Watch 40mm                                                                                   | Retina экран           | 1,57 дюйма (40 мм)         | 324×394    | 16:13              | 326                                                         | 128                                                         | 77.9                 | 56.9                                                    | 10 дюймов (25,400000 см)      | 00,127,656     |
| Apple Watch 44mm                                                                                   | Retina экран           | 1,73 дюйма (44 мм)         | 368×448    | 16:13              | 326                                                         | 128                                                         | 77.9                 | 56.9                                                    | 10 дюймов (25,400000 см)      | 00,164,864     |
| iPhone 4, 4S и iPod Touch (4-е поколение)                                                          | Retina экран           | 3,5 дюйма (89 мм)          | 960×640    | 2:3                | 326                                                         | 128                                                         | 77.9                 | 56.9                                                    | 10 дюймов (25,400000 см)      | 00,614,400     |
| iPhone 5, 5C, 5S и SE (1-е поколение) и iPod Touch (5-е поколение, 6-е поколение, 7-е поколение)   | Retina экран           | 4 дюйма (101,6000000 мм)   | 1136×640   | 9:16               | 326                                                         | 128                                                         | 77.9                 | 56.9                                                    | 10 дюймов (25,400000 см)      | 00,727,040     |
| iPhone 6, iPhone 6S, iPhone 7, iPhone 8 и iPhone SE (2-го поколения)                               | Retina HD экран        | 4,7 дюйма (120 мм)         | 1334×750   | 9:16               | 326                                                         | 128                                                         | 77.9                 | 56.9                                                    | 10 дюймов (25,400000 см)      | 01,000,500     |
| iPhone XR и iPhone 11                                                                              | Жидкий Retina экран    | 6,1 дюйма (150 мм)         | 1792×828   | 6:13 (9:19.5)      | 326                                                         | 128                                                         | 77.9                 | 56.9                                                    | 10 дюймов (25,400000 см)      | 01,483,776     |
| iPhone 6 Plus, iPhone 6S Plus, iPhone 7 Plus и iPhone 8 Plus                                       | Retina HD экран        | 5,5 дюйма (140 мм)         | 1920×1080  | 9:16               | 401                                                         | 158                                                         | 63.3                 | 70.0                                                    | 10 дюймов (25,400000 см)      | 02,073,600     |
| iPhone X, iPhone XS, и 11 Pro                                                                      | Super Retina HD экран  | 5,8 дюйма (150 мм)         | 2436×1125  | 6:13 (9:19.5)      | 458 (зеленых субпикселей) 324 (красных и синих субпикселей) | 180 (зеленых субпикселей) 127 (красных и синих субпикселей) | 55.5                 | 79.9                                                    | 10 дюймов (25,400000 см)      | 02,740,500     |
| iPhone XS Max и iPhone 11 Pro Max                                                                  | Super Retina HD экран  | 6,5 дюйма (170 мм)         | 2688×1242  | 6:13 (9:19.5)      | 458 (зеленых субпикселей) 324 (красных и синих субпикселей) | 180 (зеленых субпикселей) 127 (красных и синих субпикселей) | 55.5                 | 79.9                                                    | 10 дюймов (25,400000 см)      | 03,338,496     |
| iPad Mini 2, 3, 4, и 5-го поколения                                                                | Retina экран           | 7,9 дюйма (200 мм)         | 2048×1536  | 3:4                | 326                                                         | 128                                                         | 77.9                 | 85.4                                                    | 15 дюймов (38,1000000 см)     | 03,145,728     |
| iPad (3-го поколения, 4-го поколения, Air, Air 2, Pro, 5-го поколения/2017, и 6-го поколения/2018) | Retina экран           | 9,7 дюйма (250 мм)         | 2048×1536  | 3:4                | 264                                                         | 104                                                         | 96                   | 69.1                                                    | 15 дюймов (38,1000000 см)     | 03,145,728     |
| iPad (7-го поколения/2019)                                                                         | Retina экран           | 10,2 дюйма (260 мм)        | 2160×1620  | 3:4                | 264                                                         | 104                                                         | 96                   | 69.1                                                    | 15 дюймов (38,1000000 см)     | 03,499,200     |
| iPad Pro 10.5", и iPad Air (3-го поколения/2019)                                                   | Retina экран           | 10,5 дюйма (270 мм)        | 2224×1668  | 3:4                | 264                                                         | 104                                                         | 96                   | 69.1                                                    | 15 дюймов (38,1000000 см)     | 03,709,632     |
| iPad Pro 11" (1-го и 2-го поколения)                                                               | Жидкий Retina экран    | 11 дюймов (279,4000000 мм) | 2388×1668  | 7:10               | 264                                                         | 104                                                         | 96                   | 68.9                                                    | 15 дюймов (38,1000000 см)     | 03,983,184     |
| iPad Pro 12.9" (3-го и 4-го поколения)                                                             | Жидкий Retina экран    | 12,9 дюйма (330 мм)        | 2732×2048  | 3:4                | 264                                                         | 104                                                         | 96                   | 69.3                                                    | 15 дюймов (38,1000000 см)     | 05,595,136     |
| iPad Pro 12.9" (1-го и 2-го поколения)                                                             | Retina экран           | 12,9 дюйма (330 мм)        | 2732×2048  | 3:4                | 264                                                         | 104                                                         | 96                   | 69.3                                                    | 15 дюймов (38,1000000 см)     | 05,595,136     |
| MacBook (Retina) 12"                                                                               | Retina экран           | 12 дюймов (304,8000000 мм) | 2304×1440  | 8:5 (16:10)        | 226                                                         | 89                                                          | 110                  | 79.0                                                    | 20 дюймов (50,800000 см)      | 03,317,760     |
| MacBook Pro (3-го поколения) 13", MacBook Air (3-го поколения/2018) 13"                            | Retina экран           | 13,3 дюйма (340 мм)        | 2560×1600  | 8:5 (16:10)        | 227                                                         | 89                                                          | 110                  | 79.2                                                    | 20 дюймов (50,800000 см)      | 04,096,000     |
| MacBook Pro (3-го поколения) 15"                                                                   | Retina экран           | 15,4 дюйма (390 мм)        | 2880×1800  | 8:5 (16:10)        | 221                                                         | 87                                                          | 120                  | 77.0                                                    | 20 дюймов (50,800000 см)      | 05,184,000     |
| MacBook Pro 16"                                                                                    | Retina экран           | 16 дюймов (406,4000000 мм) | 3072×1920  | 8:5 (16:10)        | 226                                                         | 89                                                          | 120                  | 79.0                                                    | 20 дюймов (50,800000 см)      | 5,898,240      |
| iMac with Retina 4K Display 21.5"                                                                  | Retina 4K экран        | 21,5 дюйма (550 мм)        | 4096×2304  | 16:9               | 219                                                         | 86                                                          | 120                  | 76.3                                                    | 20 дюймов (50,800000 см)      | 09,437,184     |
| iMac with Retina 5K Display 27", и iMac Pro                                                        | Retina 5K экран        | 27 дюймов (685,8000000 мм) | 5120×2880  | 16:9               | 218                                                         | 86                                                          | 120                  | 76.0                                                    | 20 дюймов (50,800000 см)      | 14,745,600     |
| Pro Display XDR                                                                                    | Retina 6K экран        | 32 дюйма (812,8000000 мм)  | 6016x3384  | 16:9               | 218                                                         | 86                                                          | 120                  | 76.0                                                    | 20 дюймов (50,800000 см)      | 20,358,144     |

## Критика
По словам Реймонда Сонейры, президента DisplayMate Technologies, разрешение сетчатки человеческого глаза выше, чем утверждает Apple, и человеческий глаз различает до 477 пикселей на дюйм при расстоянии в 30 см (12 дюймов).
Фил Плэйт из BadAstronomy написал ответ, сказав: «если у вас хорошее (лучше, чем 19/20) зрение, то пиксели будут различимы на расстоянии 1 фута от iPhone 4. Картинка будет выглядеть зернистой. Если у вас среднее зрение, изображение будет выглядеть просто отлично», и заключил, «Так, по моему мнению, то, что сказал Джобс, было верно. Сонейра, в то время как технически прав, был придирчив».
Нейробиолог Брайан Джонс, специализирующийся на изучении сетчатки глаза, использующий подобный, но более подробный анализ, пришёл к подобному заключению в своём блоге.

## Отслоение антибликового покрытия

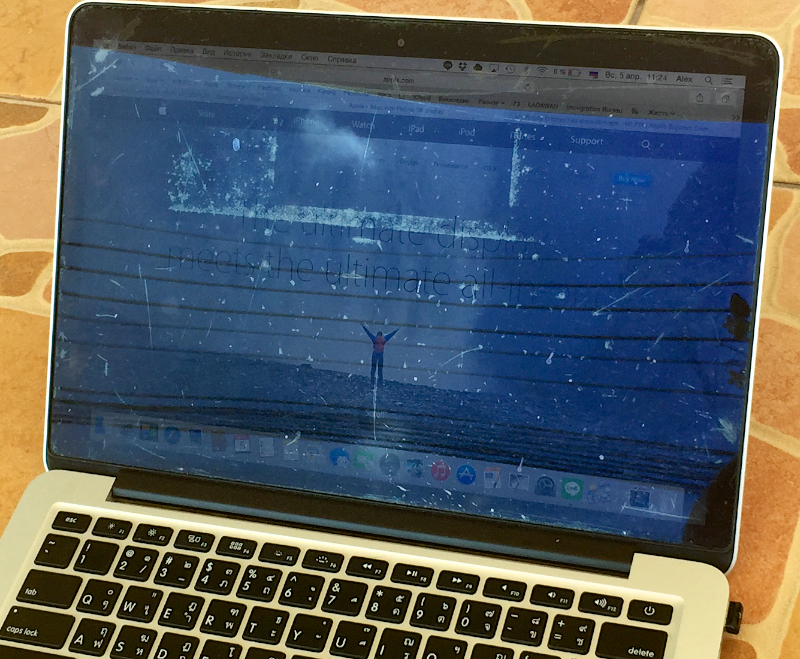
Отслоение антибликового покрытия экрана Retina

Спустя примерно год после выпуска MacBook Pro с дисплеем Retina пользователи стали жаловаться на отслоение антибликового покрытия экрана примерно через 7-8 месяцев использования ноутбука. Выглядит это как царапины и пузыри на экране (см. фото). В 2015 году Apple начала производить замену экранов в рамках Quality Program.